# 內政部警政署保安警察第一總隊
內政部警政署保安警察第一總隊，簡稱保一總隊，為隸屬於內政部警政署的保安警察單位，總隊部位於臺北市北投區石牌營區，主要任務有衛戍首都和中央政府憲政機關、準備應變及協助地方治安之功能。
保一總隊主要支援環保警察、通信警察、森林警察執行專業巡邏取締任務，支援臺北市政府警察局、配合臺北市政府警察局保安警察大隊執行巡邏警網任務與治安案、群眾事件應變。任務編組「維安特勤隊」，支援各重大槍擊事件、嫌犯攻堅圍捕行動。
保一總隊也是《替代役實施條例》規範之替代役用人單位，建制之第二大隊、第五大隊及第六大隊便以替代役警察役役男為主；其中，第六大隊位於桃園市新屋區，負責辦理警察役役男之專業訓練，並兼派警察機動任務。
該隊三峽營區亦負責考選部「一般警察特考四等錄取人員」正式授階任官前的教育訓練業務。

## 沿革
- 保一總隊前身係「臺灣省保安警察總隊」，隸屬臺灣省警務處。
- 1950年，擴大整編臺灣省政府保安警察警力，改銜「臺灣省保安警察第一總隊」。

- 1990年1月1日，中央政府調整保安警察組織架構，奉行政院核准依「內政部警政署保安警察組織通則」規定，改隸內政部警政署；分駐彰化縣的第一大隊升格為「保安警察第四總隊」，高雄市的第二大隊升格為「保安警察第五總隊」。

- 1993年5月1日，保一總隊成立「維安特勤隊」，專責打擊重大犯罪組織及協助緝捕要犯。
- 1999年，保一總隊常任警察部分員警陸續移撥各縣市警察局，充實地方警力。
- 2000年9月起，替代役警察役役男進入保一總隊服役。

## 組織編制

### 總隊部
- 總隊長（1人，警監）
  - 副總隊長（2人，警正或警監）
  - 主任秘書（1人，警正或警監）
  - 督察長（1人，警正）
  - 科長（3(1)人，警正）
  - 主任（2人，警正）
    - 大隊長（6人，警正）
    - 督察（2人，警正）
    - 秘書（2人，警正）
    - 副大隊長（6人，警正）
    - 副隊長（1人，警正）
    - 警務正（25人，警正）
    - 督察員（11人，警正）
    - 中隊長（21人，警正）
    - 護理師（1人，師(三)級）
    - 副中隊長（22人，警佐或警正）
    - 保防管理員（6人，警佐或警正）
    - 警務員（37人，警佐或警正）
    - 分隊長（72人，警佐或警正）
    - 科員（2人，委任第五職等或薦任第六職等至第七職等）
    - 技士（5人，委任第五職等或薦任第六職等至第七職等）
      - 小隊長（231人，警佐或警正）
      - 護士（1人，士(生)級）
      - 技佐（6人，委任第四職等至第五職等）
      - 警員（1,546人，警佐）
      - 辦事員（25人，委任第三職等至第五職等）
      - 書記（18人，委任第一職等至第三職等）

#### 人事室
- 主任（1人，薦任第八職等至第九職等）
  - 科員（7人，委任第五職等或薦任第六職等至第七職等）

#### 主計室
- 主任（1人，薦任第八職等至第九職等）
  - 科員（9人，委任第五職等或薦任第六職等至第七職等）

### 幕僚單位
- 警務科
- 督訓科（科長由督察長兼任）
- 後勤科
- 保防科
- 勤務指揮中心
- 人事室
- 主計室
- 秘書室
- 資訊室

### 勤務單位
| 單位名稱                             | 所屬編制     | 主司任務 | 大隊部位置                                       |
| ------------------------------------ | ------------ | --- | ------------------------------------------------ |
| 第一大隊                             | 第一中隊     | 常任機動保安警力中隊，支援地方警察機關執行聚眾活動防處。                                                                                  | 新北市三峽區大埔路150號（三峽營區）              |
| 第一大隊                             | 第二中隊     | 常任機動保安警力中隊，支援地方警察機關執行聚眾活動防處。                                                                                  | 新北市三峽區大埔路150號（三峽營區）              |
| 第一大隊                             | 第三中隊     | 常任機動保安警力中隊，支援地方警察機關執行聚眾活動防處。 另支援中央等各部會單位維安工作，如：刑事局防爆小組、國家搜救中心、空中勤務總隊。 | 新北市三峽區大埔路150號（三峽營區）              |
| 第二大隊（警察役機動警力）           | 第一中隊     | 常任機動保安警力中隊，並兼負代訓短期班任務。                                                                                              | 臺北市北投區立農街2段301號（石牌營區）           |
| 第二大隊（警察役機動警力）           | 第二中隊     | 常任機動保安警力中隊，並兼負代訓短期班任務。                                                                                              | 臺北市北投區立農街2段301號（石牌營區）           |
| 第二大隊（警察役機動警力）           | 第三中隊     | 常任機動保安警力中隊，並兼負石牌營區大門警衛及伙食團公差。                                                                                | 臺北市北投區立農街2段301號（石牌營區）           |
| 第二大隊（警察役機動警力）           | 第四中隊     | 常任機動保安警力中隊，並兼負代訓短期班任務。                                                                                              | 臺北市北投區立農街2段301號（石牌營區）           |
| 第三大隊                             | 第一中隊     | 汽車中隊：負責總隊各項勤務之接、運送勤務。                                                                                                | 臺北市北投區立農街2段301號（石牌營區）           |
| 第三大隊                             | 第二中隊     | 常任機動保安警力中隊，支援地方警察機關執行聚眾活動防處。                                                                                  | 臺北市北投區立農街2段301號（石牌營區）           |
| 第三大隊                             | 第三中隊     | 警察樂隊：負責各項慶典、祭典、其他專案勤演出。 亦擔任機動保安警力，支援地方警察機關執行聚眾活動防處。                                     | 臺北市北投區立農街2段301號（石牌營區）           |
| 第四大隊                             | 第一中隊     | 警衛分隊：維護營區駐地安全，出入營區人、車管制。 汽車分隊：負責總隊勤務派遣車輛運輸及督慰勤勤務運輸。                                     | 臺北市北投區立農街2段301號（石牌營區）           |
| 第四大隊                             | 第二中隊     | 常任機動保安警力中隊，支援地方警察機關執行聚眾活動防處。                                                                                  | 臺北市北投區立農街2段301號（石牌營區）           |
| 第四大隊                             | 第三中隊     | 常任機動保安警力中隊，支援地方警察機關執行聚眾活動防處。                                                                                  | 臺北市北投區立農街2段301號（石牌營區）           |
| 第五大隊（警察役機動警力）           | 第一中隊     | 常任機動保安警力中隊，支援地方警察機關執行聚眾活動防處。                                                                                  | 新北市三峽區大埔路150號（三峽營區）              |
| 第五大隊（警察役機動警力）           | 第二中隊     | 常任機動保安警力中隊，支援地方警察機關執行聚眾活動防處。                                                                                  | 新北市三峽區大埔路150號（三峽營區）              |
| 第五大隊（警察役機動警力）           | 第三中隊     | 常任機動保安警力中隊，支援地方警察機關執行聚眾活動防處。                                                                                  | 新北市三峽區大埔路150號（三峽營區）              |
| 第六大隊（警察役機動警力暨專業訓練） | 第一中隊     | 常任機動保安警力中隊，支援地方警察機關執行聚眾活動防處。 並兼反恐訓練中心大門警衛及伙食團公差。                                           | 桃園市新屋區大坡里1鄰警訓路100號（反恐訓練中心） |
| 第六大隊（警察役機動警力暨專業訓練） | 第二中隊     | 常任機動保安警力中隊，支援地方警察機關執行聚眾活動防處。 並兼反恐訓練中心大門警衛及伙食團公差。                                           | 桃園市新屋區大坡里1鄰警訓路100號（反恐訓練中心） |
| 第六大隊（警察役機動警力暨專業訓練） | 第三中隊     | 常任機動保安警力中隊，支援地方警察機關執行聚眾活動防處。 並兼反恐訓練中心大門警衛及伙食團公差。                                           | 桃園市新屋區大坡里1鄰警訓路100號（反恐訓練中心） |
| 第六大隊（警察役機動警力暨專業訓練） | 第四中隊     | 常任機動保安警力中隊，支援地方警察機關執行聚眾活動防處。 並兼反恐訓練中心大門警衛及伙食團公差。                                           | 桃園市新屋區大坡里1鄰警訓路100號（反恐訓練中心） |
| 維安特勤隊（已法制化）               | 直屬第一中隊 | 執行國內反暴力、反破壞、反劫持及反劫機（船）等特殊任務。 執行反恐攻擊與重大刑事案件攻堅及圍捕等任務。 其他有關維護安全特種勤務事項。      |                                                  |
| 維安特勤隊（已法制化）               | 直屬第二中隊 | 執行國內反暴力、反破壞、反劫持及反劫機（船）等特殊任務。 執行反恐攻擊與重大刑事案件攻堅及圍捕等任務。 其他有關維護安全特種勤務事項。      |                                                  |

## 機關首長
| 職稱     | 姓名   | 職等     | 學歷                           | 主要經歷                         |
| -------- | ------ | -------- | ------------------------------ | -------------------------------- |
| 總隊長   | 張國雄 | 三線三星 | 中央警官學校消防學系49期       | 內政部警政署警政委員             |
| 副總隊長 | 李宏振 | 三線二星 | 中央警察大學交通警察學系52期   | 保安警察第一總隊主任秘書         |
| 副總隊長 | 斯儀仙 | 三線二星 | 中央警官學校外事警察學系第53期 | 新北市政府警察局新店分局副分局長 |
| 主任秘書 | 李建廣 | 三線二星 | 中央警官學校刑事警察學系第59期 | 新北市政府警察局中和分局分局長   |

## 外部連結
- 官方网站